# Otok (Lucija)
Otok Lucija (neuradno ime) je majhen umeten otok v Piranskem zalivu pred obalo naselja Lucija. Pripada Marini Portorož (s sedežem v Luciji). Otok je eden izmed dveh morskih otokov v Sloveniji – drugi je Otoček pred Žusterno v Kopru.
Otok Lucija je nastal leta 1985 kot posledica izkopov solinskega blata in mulja tekom gradnje Marine Portorož. Od obale je oddaljen 6,5 metra, povezuje pa ga majhen betonski mostiček. 
Otok je poseljen s travnato in kamnito površino, na njem pa se nahaja nekaj manjših dreves, parkirišče za kamperje, otroško igrišče, bar, igrišče za odbojko na plaži, plaža s prhami, manjši pomol, na katerem stoji tudi manjši svetilnik, ter manjša parcela, ki je v lasti Občine Piran. Na vzhodni strani otočka so narejeni privezi za barke. Površina otoka je 0,019450 km2.